# 青山幸恭
青山 幸恭（あおやま ゆきやす、1952年6月28日 - ）は、日本の経営者。綜合警備保障社長を務めた。神奈川県出身。

## 経歴・人物
1975年に東京大学法学部を卒業し、同年に大蔵省に入省した。2006年7月に関税局長を経て、2008年8月に綜合警備保障専務に就任し、2010年4月に副社長を経て、2012年4月に社長に就任し、2022年6月までに務めた。